# Andrea Roth
Andrea Roth (Woodstock (Ontario), 30 september 1967) is een Canadese-Amerikaanse actrice.

## Biografie
Roth werd geboren in Woodstock (een plaats in het zuidwesten van de provincie Ontario, Canada) als dochter van een Schotse vader en een Nederlandse moeder. Roth is getrouwd, en het koppel heeft een dochter, geboren in 2010.

## Filmografie

### Films
Uitgezonderd korte films.
- 2019 Goliath – als Dianne Walker
- 2019 Escaping the NXIVM Cult: A Mother's Fight to Save Her Daughter – als Catherine Oxenberg
- 2019 Thicker Than Water – als Paige Decker
- 2016 Evidence of Truth – als Renee Murphy
- 2015 Stolen Daughter – als Stacey Wilkins
- 2015 Dark Places – als Diondra
- 2013 Forever 16 – als Mac Roth
- 2011 Committed – als Celeste Dupont
- 2009 A Golden Christmas – als Jessica
- 2009 The Collector – als Victoria Chase
- 2009 The Skeptic – als Robin Beckett
- 2009 Courage – als Teresa
- 2008 The Secret Lives of Second Wives – als Lynn Bartlett
- 2008 Bridal Fever – als Gwen Green
- 2007 War – als Jenny Crawford
- 2006 Last Exit – als Diana Burke
- 2006 The Time Tunnel – als Toni Newman
- 2005 Crazy for Christmas – als Shannon McManus – Johnson
- 2005 Chasing Christmas – als geest van het heden
- 2004 Highwaymen – als Alexandra Farrow
- 2004 The Perfect Husband – als Beverly
- 2002 The Untold – als Maria Lawson
- 2002 All Around the Town – als Sarah Kinmount
- 2000 The Stepdaughter – als Susan Heller
- 2000 Personally Yours – als Gina
- 2000 Dangerous Attraction – als Allison Davis
- 1999 Hidden Agenda – als Monika Engelmann
- 1997 Divided by Hate – als Carol Gibbs
- 1997 Executive Power – als Susan Marshall
- 1997 Red Meat – als Nan
- 1996 The Sunchaser – als hoofdverpleegkundige
- 1996 Crossworlds – als Laura
- 1995 A Woman of Independent Means – als Eleanor als volwassene
- 1994 A Change of Place – als Jim Jameson / Kate Jameson
- 1994 Spoils of War – als Penny
- 1994 The Club – als Amy
- 1992 The Good Fight – als Emily Cragin
- 1992 Seedpeople – als Heidi Tucker
- 1992 Psychic – als April Harris
- 1991 Princes in Exile – als Marlene
- 1989 The Jitters – als Gang Gal

### Televisieseries
Uitgezonderd eenmalige gastrollen.
- 2017 – 2020 13 Reasons Why – als Noelle Davis – 7 afl.
- 2018 – 2019 Cloak & Dagger – als Melissa Bowen – 14 afl.
- 2014 Ascension – als dr. Juliet Bryce – 3 afl.
- 2014 Rogue – als Marlene – 10 afl.
- 2012 Ringer – als Catherine Martin – 9 afl.
- 2004 – 2011 Rescue Me – als Janet Gavin – 93 afl.
- 2010 Blue Bloods – als Kelly Davidson – 5 afl.
- 2003 – 2004 CSI: Crime Scene Investigation – als vrouwelijke officier – 3 afl.
- 2001 The Agency – als Lisa Fabrizzi – 2 afl.
- 2000 Bull – als Jo Decker – 4 afl.
- 1994 RoboCop – als Diana Powers / NeuroBrain – 23 afl.
- 1992 – 1993 E.N.G. – als Tessa Vargas – 5 afl.

- Biblioteca Nacional de España: XX1305992
- Bibliothèque nationale de France: cb14222419g (data)
- Gemeinsame Normdatei: 1191627616
- International Standard Name Identifier: 0000 0000 7823 6401
- Library of Congress Control Number: no2004101315
- Nationale Bibliotheek van Polen: a0000001286061
- Système universitaire de documentation: 15497675X
- Virtual International Authority File: 51901142
- WorldCat: E39PBJdrDpv3h9gRg9WJDhtYfq